# Un weekend de coșmar
Un weekend de coșmar (în engleză Nothing but Trouble) este un film de comedie-groază american din 1991. Scris și regizat de Dan Aykroyd în baza unei povești istorisite de fratele său Peter⁠(d), filmul îi prezintă pe Chevy Chase și Demi Moore în rolul unor gulere-albe⁠(d) judecate pentru depășirea viteze regulamentare în orășelul uitat de lume Valkenvania. Aykroyd interpretează rolul judecătorului local în vârstă de 106 de ani, Alvin Valkenheiser, care îi urăște cu vehemență pe finanțatori,  iar John Candy este nepotul lui Valkenheiser și șeful poliției locale Dennis Valkenheiser. Tupac Shakur a debutat ca actor în acest film ca membru al grupului de rap Digital Underground⁠(d). Tonul filmului a fost comparat de critici cu Abbott și Costello Meet Frankenstein, Psycho, The Texas Chainsaw Massacre, The Rocky Horror Picture Show și The Munsters⁠(d).
Filmările au început în 1990 sub titlul Git, care a fost schimbat în Valkenvania. În cele din urmă, înainte de lansarea filmului, Warner Bros.⁠(d) a schimbat titlul în Nothing but Trouble; într-o declarație de presă din decembrie 1990, Aykroyd a spus că preferă titlul Valkenvania. La lansare, filmul a primit cu precădere recenzii negative din partea criticilor, în special cu privire la umor, scenariu, ton și regie. Aykroyd a primit Zmeura de Aur pentru cel mai prost actor în rol secundar la cea de-a 12-a ediție a premiilor Zmeura de Aur⁠(d).

## Rezumat
În timpul unei petreceri organizate în penthouse-ul său din Manhattan, editorul financiar Chris Thorne (Chevy Chase) o întâlnește pe avocata Diane Lightson (Demi Moore) și acceptă să o însoțească în Atlantic City a doua zi, unde urmărească să consulte un client. Cei doi se întâlnesc cu clienții lui Thorne, frații brazilieni Fausto și Renalda Squiriniszu (Taylor Negron⁠(d) și Bertila Damas⁠(d)), care decid să le țină companie. Chris iese de pe autostrada New Jersey⁠(d) și ajunge în satul uitat de lume Valkenvania. Aceștia sunt arestați de ofițerul de poliție Dennis Valkenheiser (John Candy), după ce Thorne refuză să oprească la stop⁠(d), și sunt aduși în fața bunicului său de 106 ani, judecătorul Alvin Valkenheiser (Dan Aykroyd). Thorne îl jignește pe judecător, iar grupul este încarcerată într-o cameră secretă situată sub tribunal pentru a fi judecați a doua zi. Concomitent, îl aud pe judecător cum execută în mod violent un grup de traficanți de droguri, obligându-i să urce într-un roller coaster fatal poreclit „Mr. Bonestripper”. Chris, Diane și cei doi frați participă la cina judecătorului și află că acesta îi ține prizonieri pentru a se răzbuna pe o înțelegere care i-a ruinat familia. Grupul încearcă să evadeze, însă nepoata mută a lui Alvin, Eldona (tot Candy) îi surprinde pe Chris și Diane. Între timp, frații brazilieni stabilesc o înțelegere cu Dennis și reușesc să scape.
Judecătorul îi ține ostatici pe Chris și Diane, dar în cele din urmă cei doi scapă, se pierd prin holurile clădirii și se separă. Diane ajunge în groapa de gunoi a proprietății, iar acolo îi întâlnește pe nepoții deformați ai judecătorului - Bobo (interpretat de Aykroyd) și Lil' Debbull (interpretat de John Daveikis), cărora li se interzice să locuiască în casă. De asemenea, aceasta o observă pe Eldona distrugând BMW-ul⁠(d) lui Chris. Judecătorul îl prinde pe Chris în timp ce umbla printre lucrurile sale personale și îl obligă să se căsătorească cu Eldona ca pedeapsă. Între timp, în sala de judecată, formația Digital Underground⁠(d) este încarcerată, fiind acuzată de depășirea vitezei regulamentare, dar judecătorul îi eliberează după o scurtă improvizație muzicală. De asemenea, acesta le cere să participe la nunta nepoatei sale; Chris acceptând fără tragere de inimă căsătoria pentru a rămâne în viață, însă mai târziu le cere ajutorul muzicienilor. Când află de încercarea sa de a scăpa, judecătorul îl condamnă pe Chris să moară în „Mr. Bonestripper”. Mașinăria se defectează însă, iar acesta reușește să scape. Diane și Chris se reîntâlnesc și urcă într-un tren de marfă cu destinația New York. După ce raportează autorităților evenimentele petrecute, atât poliția locală, cât și cea de stat realizează o percheziție la tribunalul din Valkenvania. Chris și Diane sunt rugați să-i însoțească pe ofițeri la fața locului, unde descoperă cu aceștia sunt prieteni cu judecătorul. Cuplul reușește să evadeze din nou când incendiile subterane din zonă provoacă un cutremur imens, care distruge localitatea. Odată revenit în New York, Chris îl vede pe judecător la televizor cu permisul de conducere al lui Chris în mână; acesta menționează că urmează să se stabilească împreună cu familia alături de soțul nepoatei sale, afirmație care îl pune pe fugă pe Chris.

## Distribuție
- Chevy Chase - Chris Thorne
- Dan Aykroyd - JudecătorulAlvin "J.P" Valkenheiser / Bobo
- John Candy - Ofițerul de poliție Dennis Valkenheiser / Eldona Valkenheiser
- Demi Moore - Diane Lightson
- Valri Bromfield - Domnișoara Purdah
- Taylor Negron - Fausto Squiriniszu
- Bertila Damas - Renalda Squiriniszu
- Raymond J. Barry - Agentul FBI Mark
- Brian Doyle-Murray - Agentul FBI Brian
- John Wesley - Sam
- Daniel Baldwin - Dealer #1